# Київський іподром
Київський іподром — іподром у Києві, розташований у місцевості Теремки. Збудований у 1962—1969 роках інженерами В. В. Кобкіним і Г. П. Абросимовим за проєктом архітекторів В. Н. Шермана, Г. П. Маркитян, Ю. Н. Піскуненка та І. С. Телюка.

## Загальні відомості
Займає площу 45 гектарів і знаходиться на проспекті Академіка Глушкова, 10.
Територія іподрому розташована навпроти льодового стадіону, поряд з територією Національного експоцентру України і житлового масиву Теремки.
На іподромі щотижнево проводяться змагання, кожен день відбуваються тренування.
Київський іподром — це один з останніх в Україні іподромів, завдяки існуванню якого в Україні збереглась та розвивається галузь рисистого конярства.
На Київському іподромі побудовано 9 капітальних стаєнь, на 40 денників кожна. Кожна стайня має запряжний манеж, а також кімнати для зберігання спеціального інвентарю.
Головне Скакове поле іподрому має три доріжки, кожна з яких має своє призначення. Перша (внутрішня) доріжка служить для тренувань коней. Вона має граншлаковое покриття, а її розміри становлять 1477 м у довжину і 20 м завширшки. Друга доріжка призначена для забігу коней риссю, її використовують як для тренінгу коней, так і для випробувань. Назва цієї доріжки — призова. Вона покрита ґрунтом, який за своєю структурою близький до чорнозему. Довжина другої доріжки становить 1600 м, а ширина — 30 м. Третя доріжка називається скаковою, її призначення — зберегти і напрацювати мускулатуру коней. По зовнішньому периметру доріжка покрита піском, а по внутрішньому травою. У довжину вона становить 1800 м, а в ширину — 25 м.
У центрі поля обладнані майданчики для конкуру (змагання з подолання перешкод) і для виїздки спортивних коней.

## Проблеми функціонування
Навесні 2014 тодішній голова КМДА Бондаренко В. Д. збирався віддати територію Київського іподрому під будівництво торгово-розважального центру фірмі «Ікея».
Громадськість Києва виступила проти цієї ідеї. Наразі це питання загальмоване.

## Наїзники іподрому
Скворцов Олександр Михайлович, Куклін Володимир Олександрович,Палкін Іван Павлович,Букреєв Віктор Броніславович,Об'єдков Юрій Олександрович,Нємков Сергій Олександрович

## Галерея

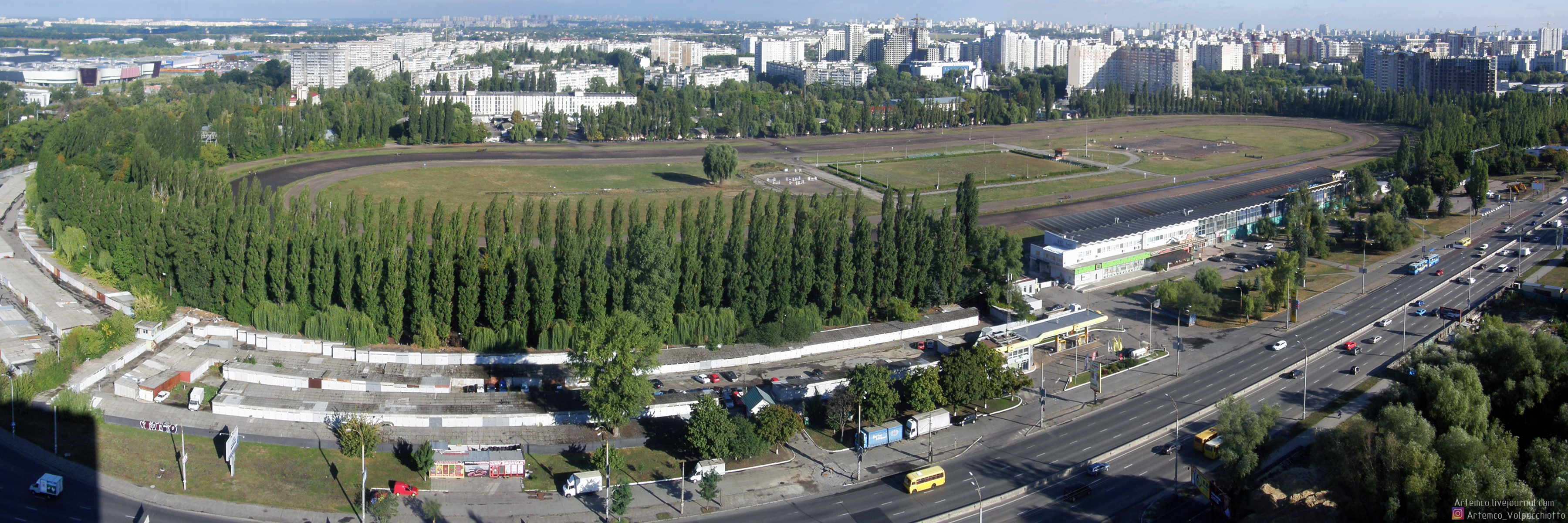
загальний вид
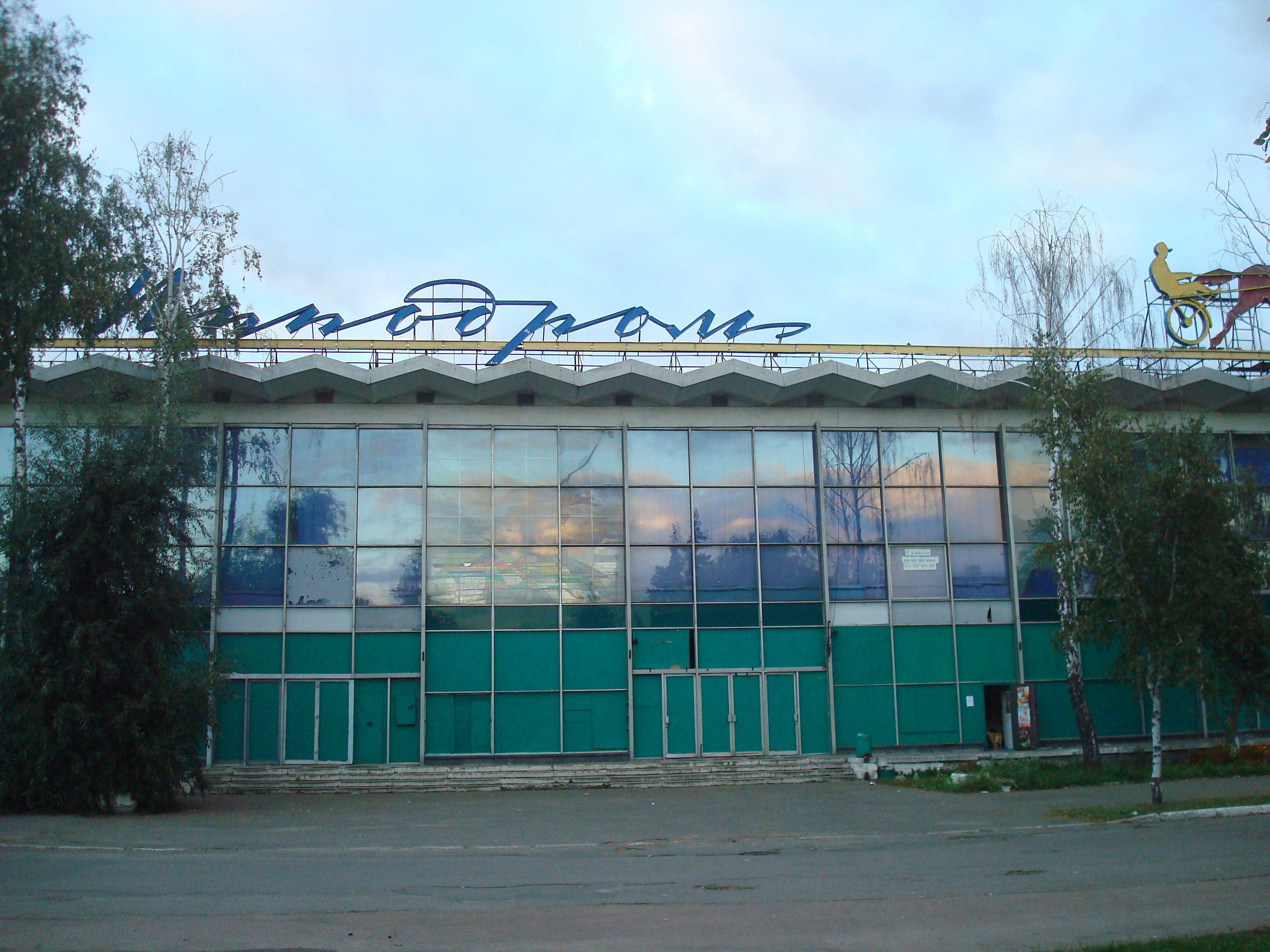
фасад
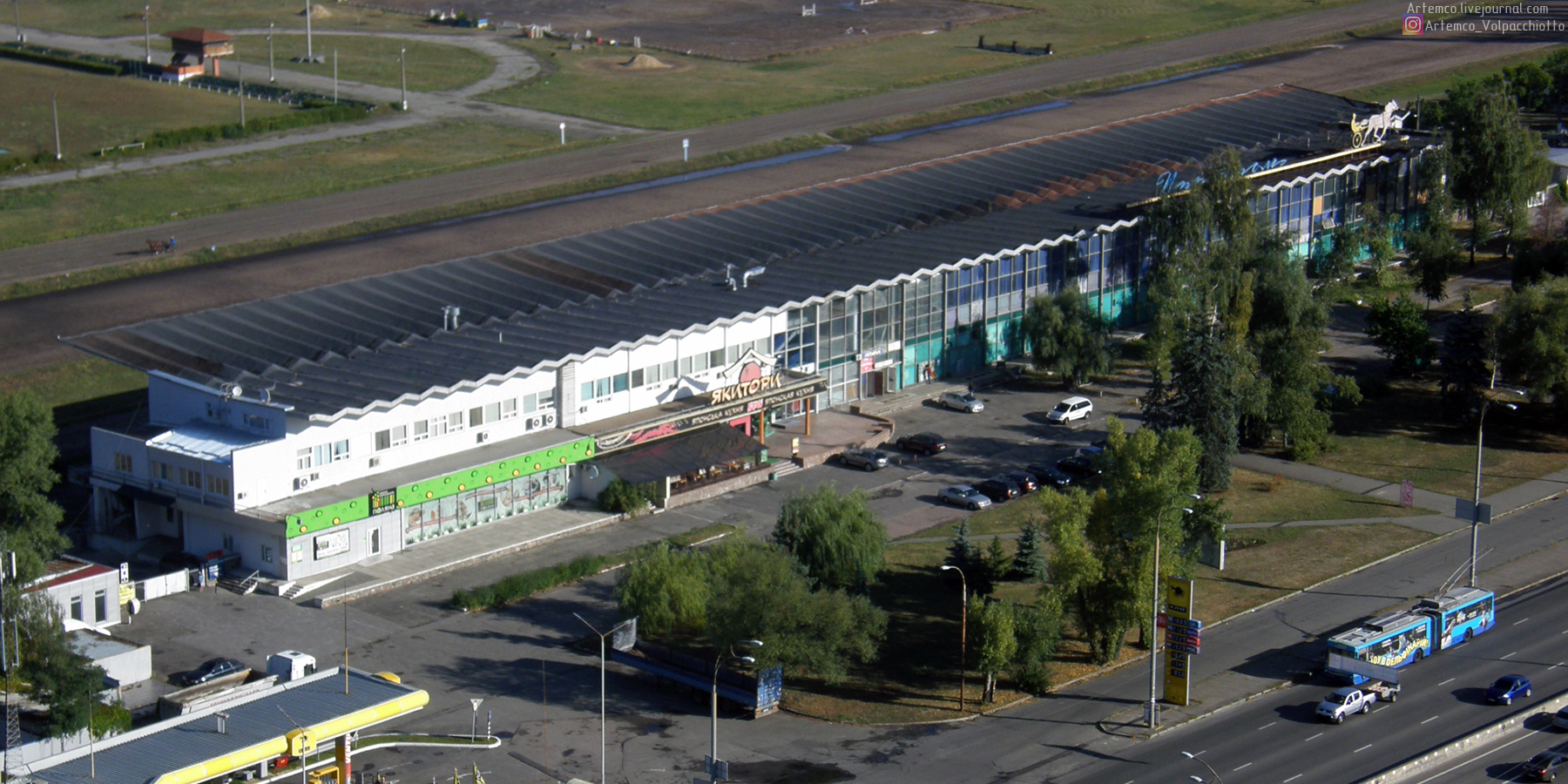
трибуна
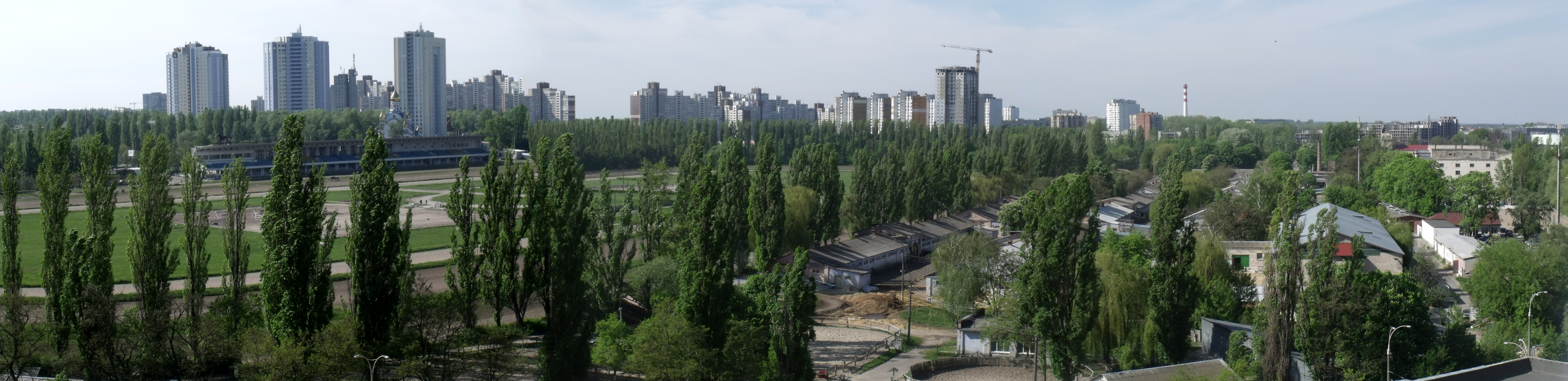
праворуч — стайні